# لاسلو تاهی توت
لاسلو تاهی توت (مجاری: László Tahi Tóth؛ ‏ ۲۳ ژانویهٔ ۱۹۴۴ – ۲۲ فوریهٔ ۲۰۱۸) بازیگر و صداپیشه اهل مجارستان بود که در «تئاتر کمدی بوداپست» فعالیت داشت. دو تن از برادران او نیز بازیگر بودند.
از فیلم‌ها یا مجموعه‌های تلویزیونی که وی در آن‌ها نقش داشته‌است، می‌توان به عنکبوت آبی و تیلز، بلای جان گربه‌ها اشاره نمود.